# Expédition 1 (ISS)
Insigne de la mission
Équipage de l'expédition 1
Chronologie
Expédition 2

L'expédition 1 fut la première mission de longue durée à bord de la Station spatiale internationale et marque le début d’une présence humaine permanente.

## Équipage
- États-Unis. William Shepherd (4), Commandant
- Russie. Sergei K. Krikalev (5), Ingénieur de vol
- Russie. Yuri Gidzenko (2), Commandant du Soyouz

Entre parenthèses, le nombre de missions effectuées, celle-ci incluse

## Objectifs

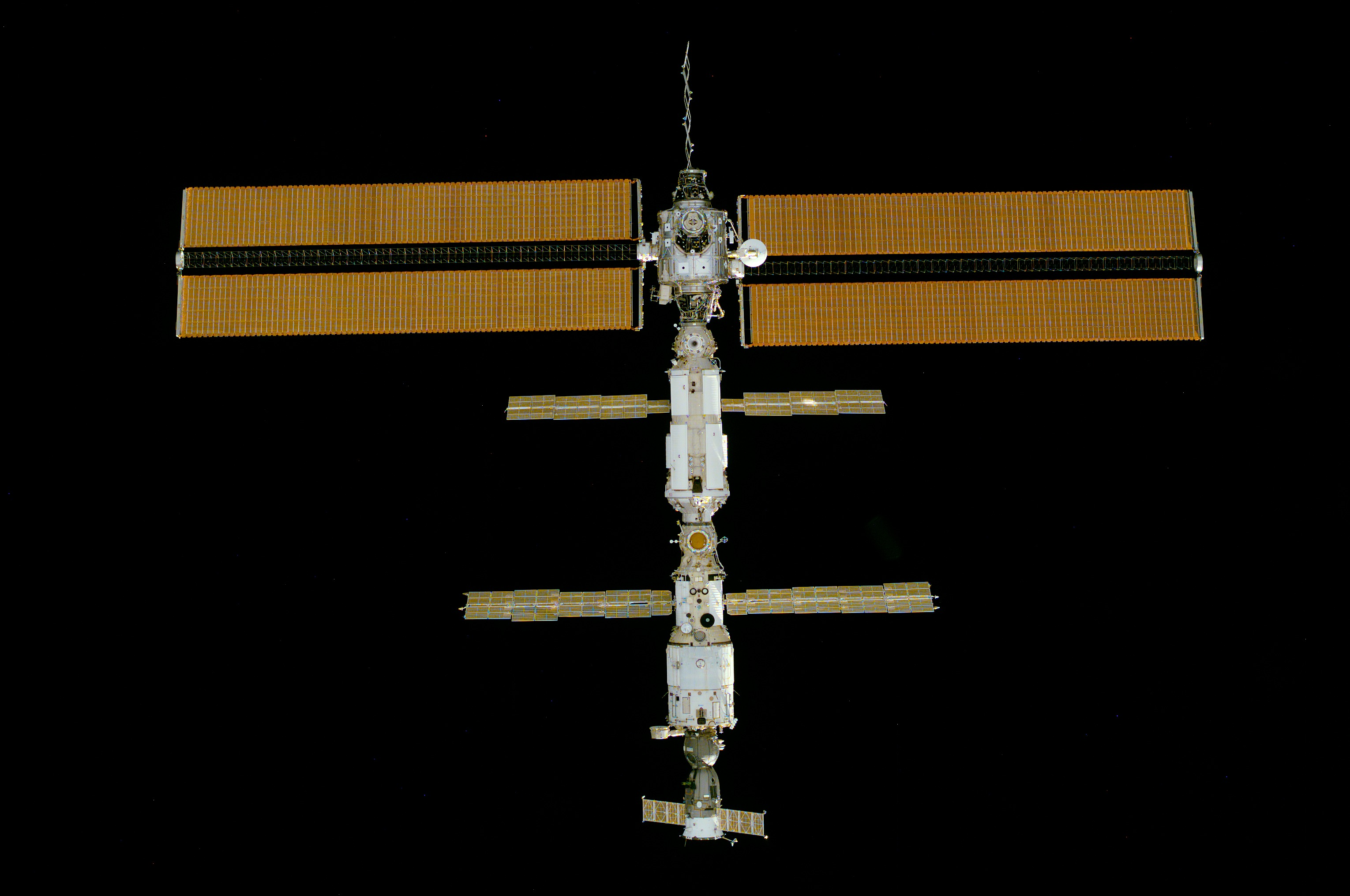
L'ISS après le déploiement des panneaux photovoltaïques (9 décembre 2000).

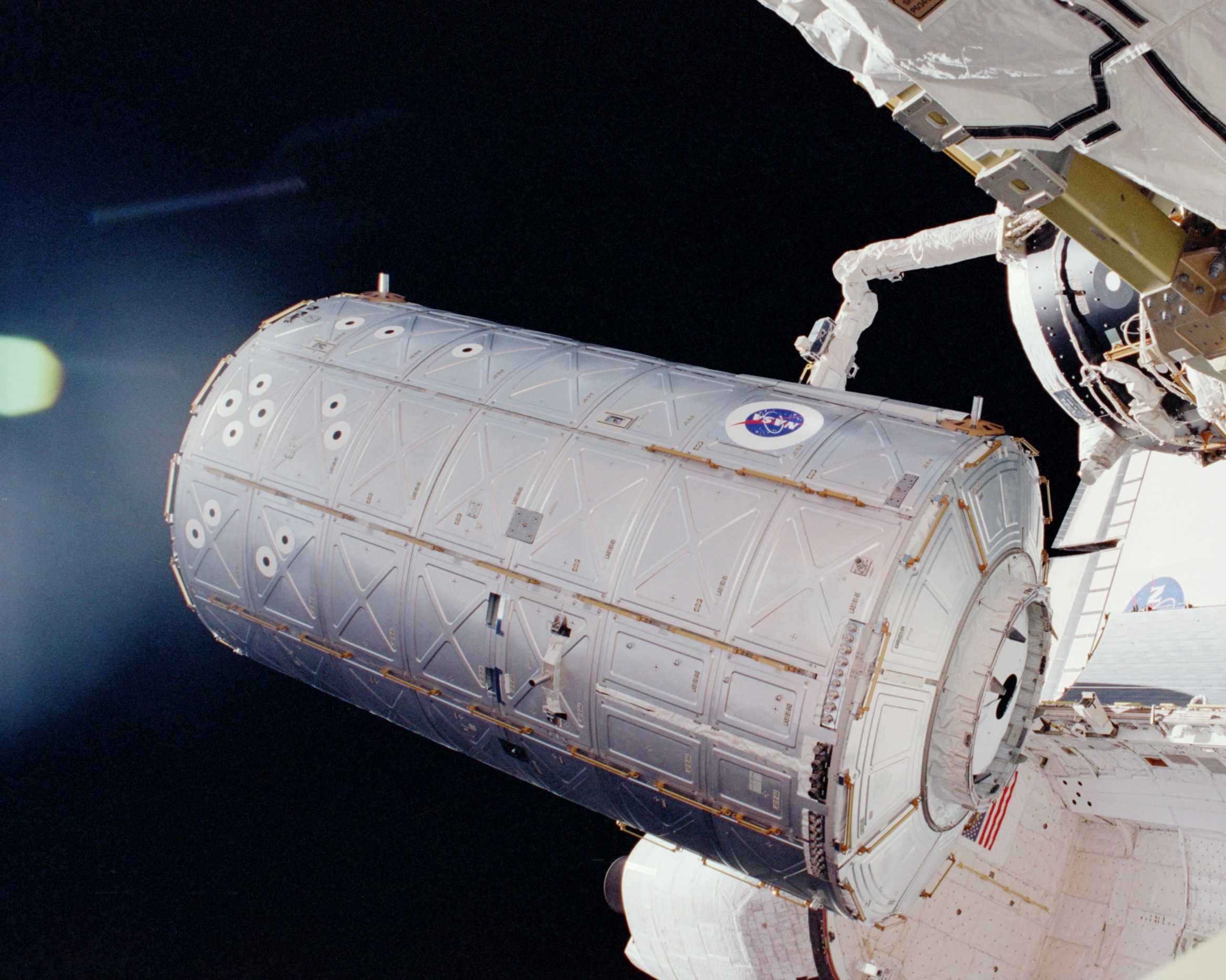
Destiny déployé par Atlantis.

La collaboration internationale en matière de conquête spatiale franchit un nouveau cap avec l'arrivée du Soyouz TM-31 le 2 novembre 2000 à la station spatiale internationale et son équipage de trois personnes. C'est le début d'une présence humaine prévue pour durer 15 ans sans interruption.
La mission principale de l'expédition 1 est d'activer les systèmes de survie, de communication et informatiques de la station, et d'assurer le montage des nouveaux éléments. L'arrimage a lieu sur le module de service Zvezda, la manœuvre est effectuée par Yuri Gidzenko.
L'équipage recevra la visite de plusieurs cargos progress chargés de matériel et de ravitaillement et trois vols de navettes :
- le 2 décembre 2000 Endeavour (STS-97) apporte et assemble de nouveaux panneaux solaires, multipliant par 5 l'électricité disponible à bord. Installation de deux dissipateurs thermiques ;

- le 9 février 2001 Atlantis (STS-98) installe le laboratoire américain Destiny. C'est la pièce maitresse du programme scientifique sur l'ISS, destinée à accueillir les racks destinés aux expériences ;

- le 10 mars 2001, Discovery (STS-102) apporte le premier MPLM (Multi-Purpose Logistics Module) sur le module Unity et assure la rotation des équipages à bord de l'ISS. Le MPLM nommé Leonardo contient du matériel transféré à la station, entre autres le premier rack destiné à des expérimentations scientifiques (le Human Research Facility, destiné aux recherches sur l'effet de la microgravité sur le corps humain). Une fois le transfert accompli, il sert de contenant pour le matériel personnel de l'équipage de l'expédition 1 et pour le matériel obsolète sur l'ISS. Leonardo est ensuite détaché d'Unity pour être ramené à terre par Discovery.

L'expédition 1 quitte la station le 19 mars 2001 à bord de Discovery, après plus de quatre mois passés sur l'ISS, pour atterrir en Floride le 21 mars.

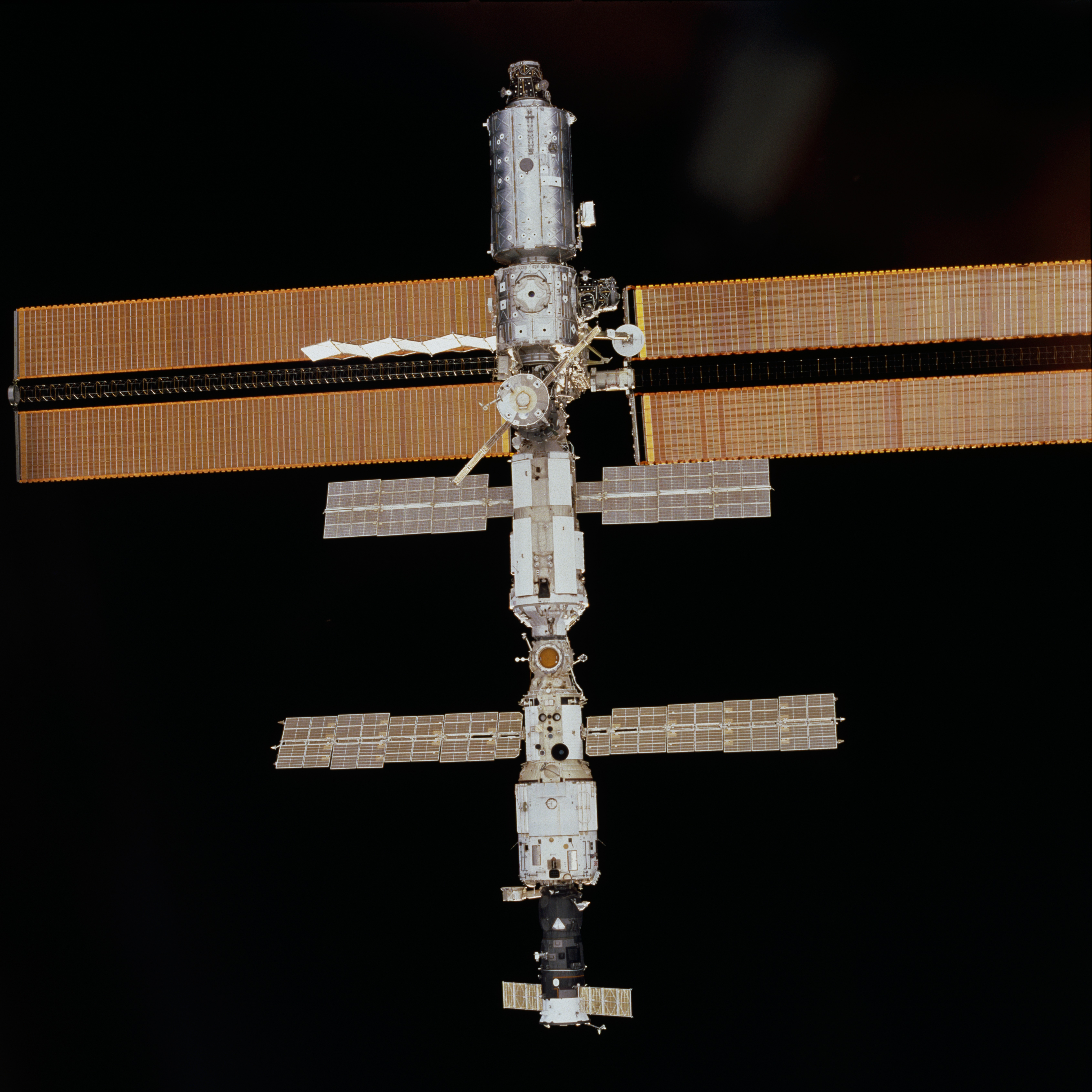
L'ISS après le départ de l'expédition 1. En bas, le Soyouz TM-31, en haut, le laboratoire Destiny.